# Enana negra

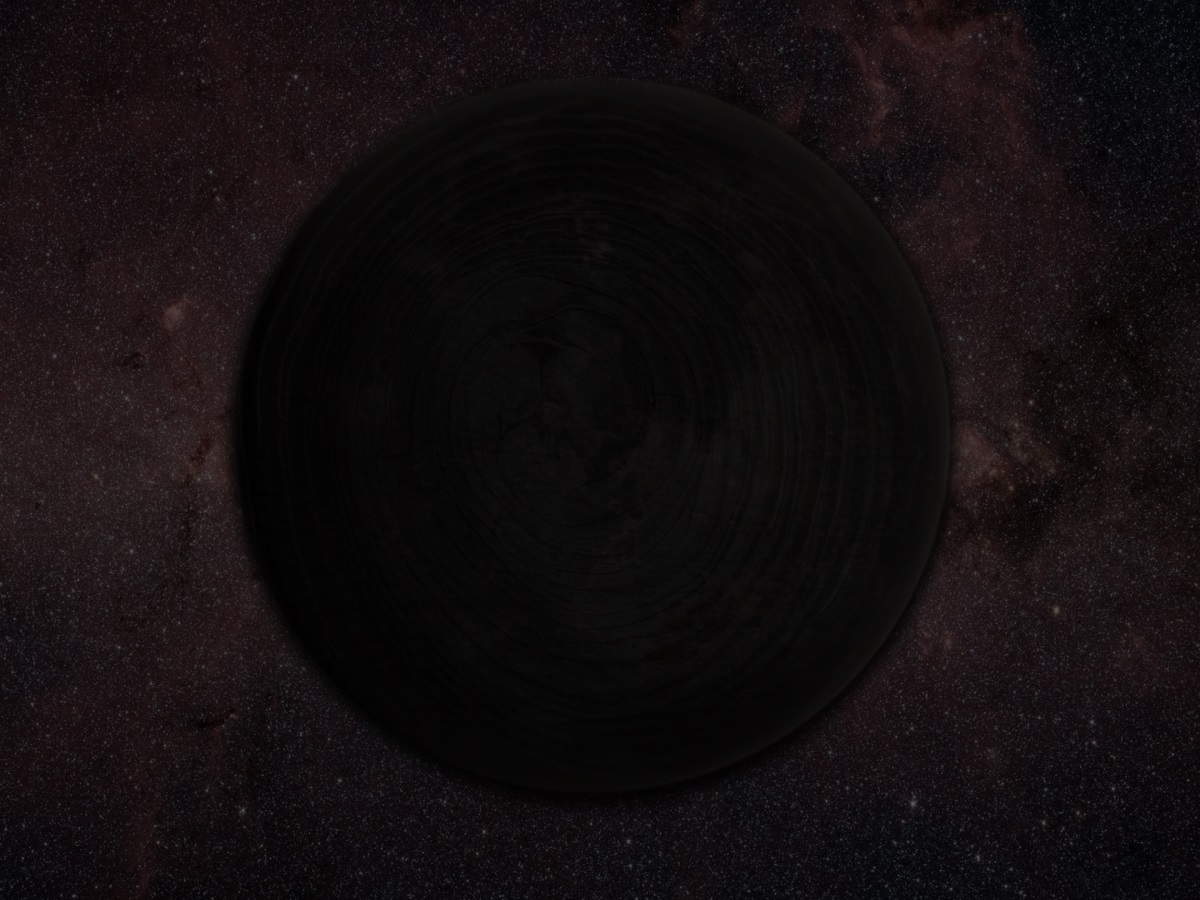
Una enana negra sería prácticamente invisible debido a que no emite luz.

Una enana negra es un astro hipotético resultante del consumo completo de la energía térmica de una enana blanca. Sería un cuerpo frío e invisible en el espacio. Se cree que el universo no tiene la suficiente edad (tiene 13.700 millones de años) para albergar una de estas estrellas. Encontrar una estrella de este tipo sería muy difícil, ya que no emite luz y su emisión de energía es indetectable. Una forma sería detectar su campo gravitatorio.

## Descripción
Una enana blanca es el remanente de una estrella de poca o media masa, una vez que todo su hidrógeno ha sido consumido o expulsado. Este resto es una densa pieza de materia degenerada que lentamente se enfría y cristaliza por emisión de radiación calórica, que finalmente se convertiría en una enana negra.
Debido a que la evolución de las enanas blancas depende de cuestiones físicas, como la naturaleza de la materia oscura y la posibilidad de la evaporación de protones, que nunca ha sido observada y constituye un fenómeno cuya naturaleza no se entiende, no se puede determinar con exactitud el tiempo que necesitaría una enana blanca para convertirse en una enana negra. Barrow & Tipler estiman que tomaría 1015 años que una enana blanca se enfriase hasta los 5 K; sin embargo, si las partículas masivas de interacción débil (conocidas como WIMP) existieran, es posible que estas interacciones permitieran que las enanas blancas se mantuvieran más calientes, durante aproximadamente 1025 años. Si el protón no es estable, las enanas blancas se mantendrían calientes más tiempo por la energía producida por la evaporación de protones, durante un tiempo hipotético de 1037 años. Adams y Laughlin calcularon que la evaporación de protones aumentaría la temperatura superficial de una enana blanca a aproximadamente 0,06 K. A pesar de que es frío, sería más caliente que la temperatura que la radiación de fondo de microondas tendrá dentro de 1037 años, en el futuro. Se estima que para que una enana blanca (fin de la vida de una estrella) se enfríe completamente, necesita 73.000 veces la edad actual del universo.
El nombre de "enana negra" también ha sido aplicado a objetos subestelares que no tienen suficiente masa (aproximadamente 0,08 masas solares) para mantener la fusión nuclear del hidrógeno. Estos objetos son llamados enanas marrones, un término introducido en 1970. Las enanas negras no deben ser confundidas con agujeros negros o con estrellas de neutrones.

## Futuro del Sol

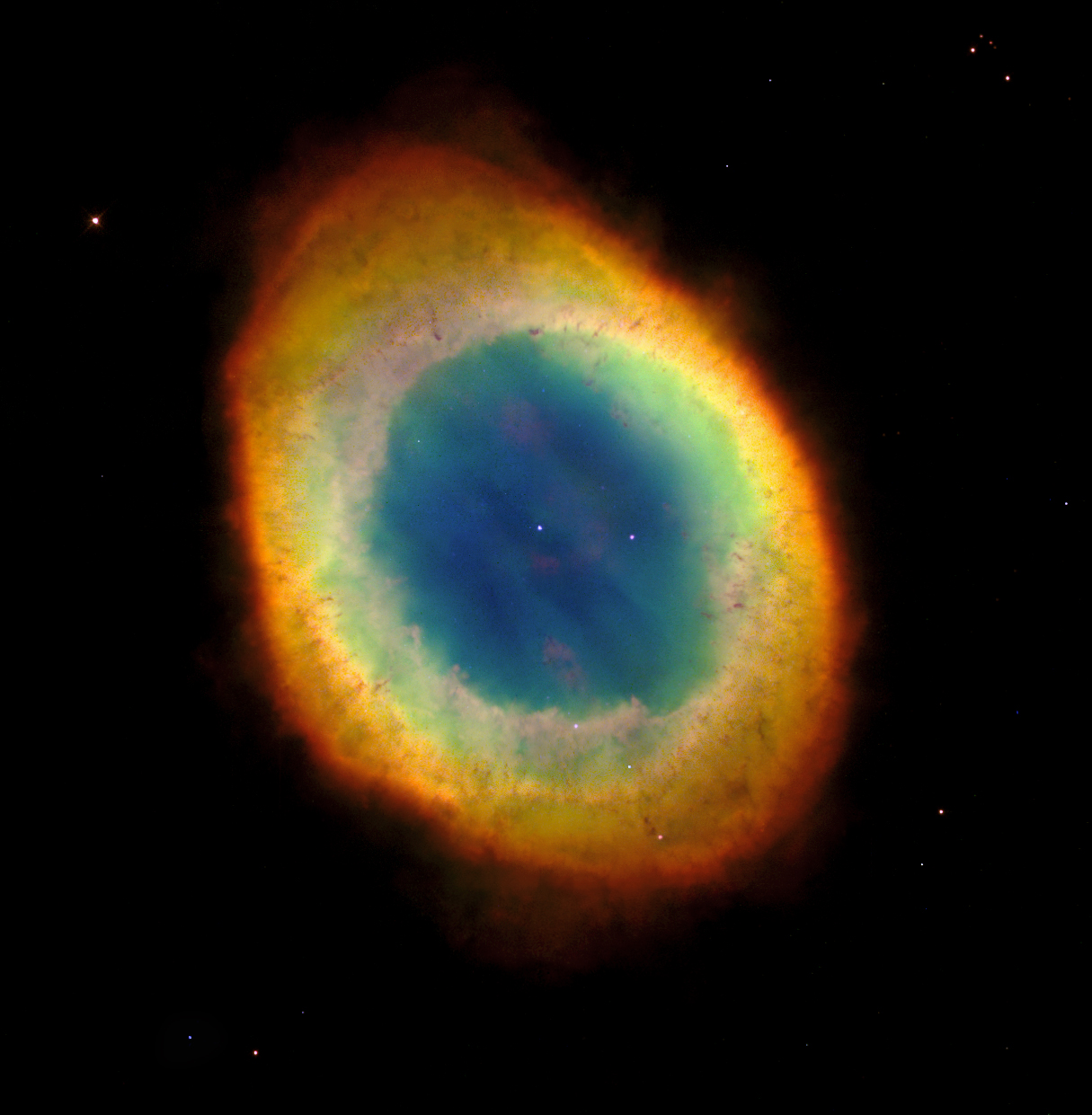
La nebulosa del Anillo. Crédito: The Hubble Heritage Team (AURA/STScI/NASA).

Una vez que el Sol haya terminado su secuencia principal y luego de haber dejado de fusionar helio en su núcleo, expulsará sus capas exteriores en una nebulosa planetaria en aproximadamente 8000 millones de años, se convertirá en una enana blanca y se irá enfriando lentamente durante billones de años, hasta dejar de emitir luz. Después de eso, el Sol no será visible a simple vista. El tiempo estimado para que el Sol se enfríe lo suficiente como para convertirse en una enana negra es de aproximadamente mil billones de años (1015), aunque podría tomar mucho más tiempo si existen las partículas masivas de interacción débil (WIMP) antes mencionadas.